# コルティーノ
コルティーノ（イタリア語: Cortino）は、イタリア共和国アブルッツォ州テーラモ県にある、人口約600人の基礎自治体（コムーネ）。

## 地理

### 位置・広がり

#### 隣接コムーネ
隣接するコムーネは以下の通り。括弧内のRIはリエーティ県（ラツィオ州）所属を示す。
- アマトリーチェ (RI)
- クロニャレート
- モントーリオ・アル・ヴォマーノ
- ロッカ・サンタ・マリーア
- テーラモ
- トッリチェッラ・シクーラ

## 行政

### 分離集落
コルティーノには、以下の分離集落（フラツィオーネ）がある。
- Agnova, Altovia, Caiano, Casagreca, Casanova, Collegilesco, Comignano, Cunetta, Elce, Faieto, Fonte Palumbo, Lame, Macchiatornella, Padula, Pezzelle, Piano Fiumata, Servillo, Vernesca